# Sant’Alessio in Aspromonte
Sant’Alessio in Aspromonte ist eine süditalienische Gemeinde (comune) in der Metropolitanstadt Reggio Calabria in Kalabrien und hat 316 Einwohner (Stand am 31. Dezember 2023). Die Gemeinde liegt etwa 11,5 Kilometer nordöstlich von Reggio Calabria und gehört zur Comunità Montana Versante dello Stretto.

## Verkehr
Durch die Gemeinde führt die frühere Strada Statale 184 delle Gambarie (heute eine Provinzstraße) von Reggio Calabria nach Santo Stefano in Aspromonte.

## Persönlichkeiten
- Frank Calabro (1925–2011), australischer Politiker